# Coleophora aularia
Coleophora aularia is een vlinder uit de familie kokermotten (Coleophoridae). De wetenschappelijke naam is voor het eerst geldig gepubliceerd in 1924 door Meyrick.
De soort komt voor in Europa.